# Stopnjevalno priredje
Stopnjevalno priredje je zveza stavkov, v kateri vsak naslednji stavek z vsebino presega prejšnjega.
Vezniki: ne samo, ampak tudi, ne le, temveč tudi, niti niti...
Primer: Niti pomil nisi posode niti pospravil.
Pri nekaterih primerih zapisujemo vejico: ne le, ne samo. Pri ostalih pa ne.